# Панфіловка (Курманський район)
Панфі́ловка (до 1948 року — Ула́н-Елі́, крим. Ulan Eli) — село Курманського району Автономної Республіки Крим.
Відстань від райцентру до населеного пункта становить 44 кілометрів по прямій.
У 2023 році у проєкті Постанови Верховної Ради України «Про перейменування деяких населених пунктів Автономної Республіки Крим» село запропоновано перейменувати на Улан-Елі.

## Населення
Згідно з переписом УРСР 1989 року чисельність наявного населення села становила 264 особи, з яких 124 чоловіки та 140 жінок.
За переписом населення України 2001 року в селі мешкали 243 особи.

### Мова
Розподіл населення за рідною мовою за даними перепису 2001 року:
| Мова              | Відсоток |
| ----------------- | -------- |
| українська        | 37,45 %  |
| російська         | 34,16 %  |
| кримськотатарська | 27,57 %  |
| білоруська        | 0,82 %   |